# Waldemar Schmidt
Waldemar Schmidt (født 4. juli 1940) er en dansk erhvervsleder, der i i perioden 1973-2000 var direktør og koncernchef i ISS A/S. Han har siden 2014 været bestyrelsesformand for The Norbreeze Group i Singapore. Siden 2005 har Waldemar Schmidt været adjungeret professor ved Copenhagen Business School.